# Cumberland (Rhode Island)
Cumberland es un pueblo ubicado en el condado de Providence en el estado estadounidense de Rhode Island. En el año 2000 tenía una población de 31,840 habitantes y una densidad poblacional de 458.8 personas por km².

## Geografía
Cumberland se encuentra ubicado en las coordenadas 41°58′00″N 71°25′58″O / 41.96667, -71.43278. Según la Oficina del Censo, la ciudad tiene un área total de 73,2 km² (28,3 mi²), de la cual 69,4 km² (26,8 mi²) es tierra y 3,8 km² (1,5 mi²) (2.76 %) es agua.

## Demografía
Según la Oficina del Censo en 2000 los ingresos medios por hogar en la localidad eran de $54,656, y los ingresos medios por familia eran $63,194. Los hombres tenían unos ingresos medios de $41,073 frente a los $29,188 para las mujeres. La renta per cápita para la localidad era de $25,592. Alrededor del 3.9 % de la población estaban por debajo del umbral de pobreza.